# University of the Dutch Caribbean
De University of the Dutch Caribbean (UDC) is een onderwijsinstelling in Curaçao. Zij bestaat sinds 1994 en biedt opleidingen aan op bachelor- en masterniveau. 
De volgende opleidingen worden gegeven: bachelor of business administration (BBA), bachelor of laws (BBL), bachelor hotel management & hospitality (HMH), master of business administration (MBA), en master law in practice.
UDC werkt samen met diverse hogescholen en universiteiten in Nederland, de regio en Zuid-Amerika. Sinds 2022 biedt zij samen met de Business School Nederland (BSN) in Buren de International Master of Business Administration (MBA) aan.
Nuffic, de Nederlandse organisatie voor internationalisering in onderwijs, verantwoordelijk voor de beoordeling en waardering van diploma’s buiten Nederland, omschrijft het niveau van de bacheloropleidingen aan het UDC als vergelijkbaar met dat van de graad van bachelor in het hoger beroepsonderwijs (hbo).
De colleges worden gegeven in Landhuis Groot Davelaar.